# Tony Shalhoub
Anthony Marcus "Tony" Shalhoub (Green Bay, Wisconsin, 9 oktober 1953) is een Amerikaans televisie- en filmacteur. Tony Shalhoub is hoofdrolspeler in de detectiveserie Monk, waarin hij detective Adrian Monk speelt die lijdt aan een obsessieve-compulsieve stoornis en die in San Francisco voor een politiebureau werkt. Tussen 1991 en 1997 speelde hij Antonio Scarpazi in de serie Wings.
Shalhoub is sinds 1992 getrouwd met actrice Brooke Adams, zij hebben samen twee kinderen.

## Filmografie

### Film
| Jaar | Titel                              | Rol                    | Overig               |
| ---- | ---------------------------------- | ---------------------- | -------------------- |
| 2023 | Mr. Monk's Last Case: A Monk Movie | Adrian Monk            |                      |
| 2017 | Cars 3                             | Luigi                  | Stem                 |
| 2013 | Pain & Gain                        | Victor Kershaw         |                      |
| 2011 | Cars 2                             | Luigi                  | Stem (animatie)      |
| 2007 | Careless                           | Mr. Roth               |                      |
|      | AmericanEast                       | Sam                    |                      |
|      | 1408                               | Sam Farrell            |                      |
| 2006 | The Adventures of Beatle Boyin     | Parkeeragent           |                      |
|      | Cars                               | Luigi                  | Stem (animatie)      |
|      | Sacco and Vanzetti                 | Nicola Sacco           | Stem; documentaire   |
| 2005 | Mush                               |                        | Uitvoerend producent |
|      | The Naked Brothers Band            | Zichzelf               | Mockumentary         |
|      | The Great New Wonderful            | Dr. Trabulous          |                      |
| 2004 | The Last Shot                      | Tommy Sanz             |                      |
|      | Against the Ropes                  | Sam LaRocca            |                      |
| 2003 | Party Animals                      | Beroemde vader         |                      |
|      | Spy Kids 3-D: Game Over            | Alexander Minion       |                      |
|      | T for Terrorist                    | Man in wit pak         |                      |
|      | Something More                     | Mr. Avery              |                      |
|      | Spy Kids 2: Island of Lost Dreams  | Alexander Minion       |                      |
| 2002 | Life or Something Like It          | Profeet Jack           |                      |
|      | Made-Up                            | Max Hires              | Regisseur            |
|      | Impostor                           | Nelson Gittes          |                      |
|      | Men in Black II                    | Jack Jeebs             |                      |
| 2001 | Thir13en Ghosts                    | Arthur Kriticos        |                      |
|      | The Man Who Wasn't There           | Freddy Riedenschneider |                      |
|      | Spy Kids                           | Alexander Minion       |                      |
|      | The Heart Department               | Dr. Joseph Nassar      |                      |
| 1999 | Galaxy Quest                       | Fred Kwan              |                      |
|      | That Championship Season           | George Sitkowski       |                      |
|      | The Tic Code                       | Phil                   |                      |
| 1998 | A Civil Action                     | Kevin Conway           |                      |
|      | The Siege                          | Agent Frank Haddad     |                      |
|      | The Impostors                      | Voltri, First Mate     |                      |
|      | Paulie                             | Misha Belenkoff        |                      |
|      | Primary Colors                     | Eddie Reyes            |                      |
| 1997 | A Life Less Ordinary               | Al                     |                      |
|      | Gattaca                            | German                 |                      |
|      | Men in Black                       | Jack Jeebs             |                      |
| 1996 | Radiant City                       | Verteller              |                      |
|      | Big Night                          | Primo                  |                      |
| 1994 | I.Q.                               | Bob Rosetti            |                      |
| 1993 | Gypsy                              | Uncle Jocko            |                      |
|      | Addams Family Values               | Jorge                  |                      |
|      | Searching for Bobby Fischer        | Schaakclublid          |                      |
| 1992 | Honeymoon in Vegas                 | Buddy Walker           |                      |
| 1991 | Barton Fink                        | Ben Geisler            |                      |
| 1990 | Quick Change                       | Taxichauffeur          |                      |
| 1990 | Longtime Companion                 | Pauls Doctor           |                      |
| 1989 | Money, Power, Murder               | Seth Parker            |                      |
| 1989 | Day One                            | Enrico Fermi           |                      |
| 1988 | Alone in the Neon Jungle           | Nahid                  |                      |

### Televisie
| Jaar        | Titel                                                        | Rol                     | Overig          |
| ----------- | ------------------------------------------------------------ | ----------------------- | --------------- |
| 2022        | Cars on the Roads                                            | Luigi                   | Stem (animatie) |
| 2017 - 2023 | The Marvelous Mrs. Maisel                                    | Abe Weissman            |                 |
| 2002 - 2009 | Monk                                                         | Adrian Monk             |                 |
| 2000        | Madtv - Seizoen 5, aflevering 18 - Seizoen 5, aflevering 24  | Taxichauffeur, zichzelf |                 |
| 1999 - 2000 | Stark Raving Mad                                             | Ian Stark               |                 |
| 1999        | Ally McBeal - Seizoen 2, aflevering 18 Those Lips, That Hand | Albert Shepley          |                 |
| 1997        | White Lightning                                              | Baby Duck               | Stem (animatie) |
| 1996        | Frasier - Seizoen 3, aflevering 23 The Focus Group           | Manu                    |                 |
| 1996        | Almost Perfect - Seizoen 1, aflevering 16 Auto Neurotic      | Alex Thorpe             |                 |
| 1995        | Gargoyles - Seizoen 2, aflevering 31 Grief                   | The Emir                | Stem (animatie) |
| 1995        | The X-Files - Seizoen 2, aflevering 23 Soft Light            | Dr. Chester Ray Banton  |                 |
| 1992        | Dinosaurs - Seizoen 2, aflevering 14 Fran Live               | Jerry                   | Stem (pop)      |
| 1991 - 1997 | Wings                                                        | Antonio Scarpacci       |                 |
| 1991        | Monsters - Seizoen 3, aflevering 17 Leavings                 | Mancini                 |                 |
| 1987        | Spenser: For Hire - Seizoen 2, aflevering 19 The Road Back   | Dr. Hambrecht           |                 |
| 1986        | The Equalizer - Seizoen 1, aflevering 19 Breakpoint          | Terrorist               |                 |